# Lista de viagens primo-ministeriais de Justin Trudeau
Esta é uma lista das viagens primo-ministeriais de Justin Trudeau, o 23º Primeiro-ministro do Canadá. Desde sua nomeação ao Governo do Canadá em novembro de 2015, Trudeau já empreendeu 24 viagens internacionais a 20 diferentes países. O país mais visitado pelo primeiro-ministro canadense são os Estados Unidos, por conta dos laços culturais e políticos e a proximidade territorial.

## Viagens por país

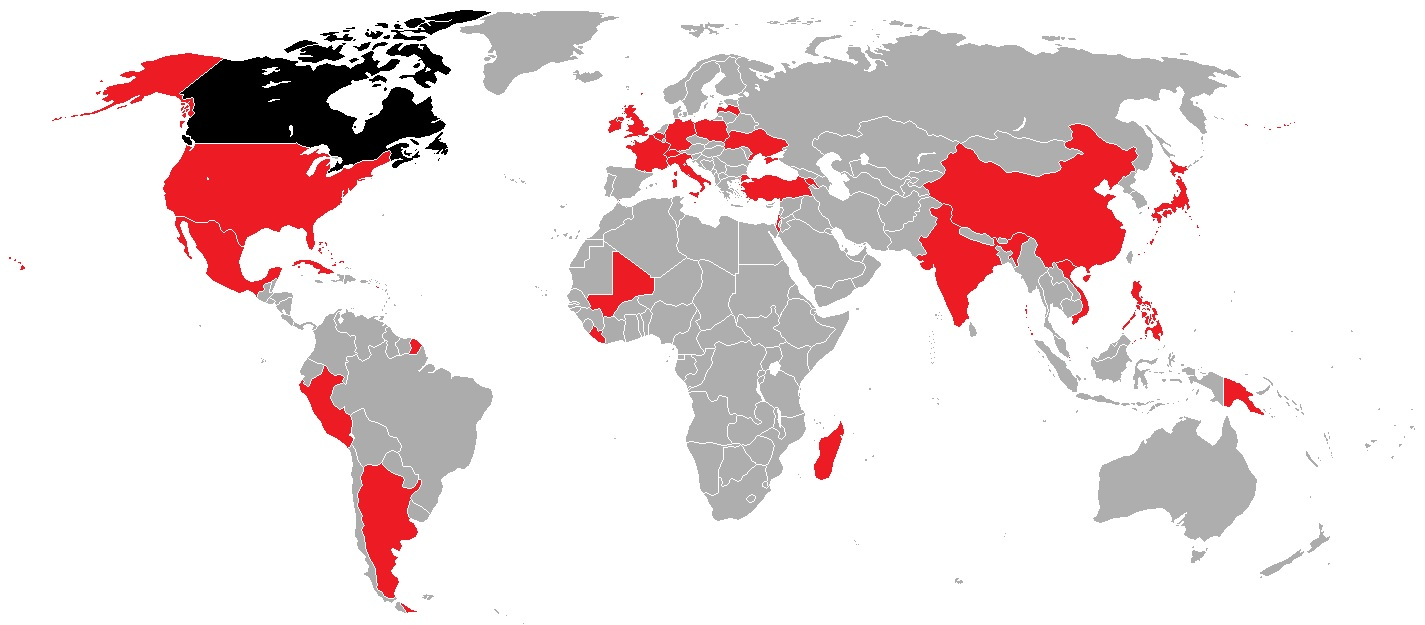
Países visitados por Justin Trudeau até março de 2019.

| Número de visitas | País |
| ----------------- | --- |
| 1 visita          | Cuba, Filipinas, Índia, Irlanda, Israel, Japão, Libéria, Madagáscar, Mali, Malta, México, Papua Nova Guiné, Polônia, São Cristóvão e Nevis, Suíça e Ucrânia, Vaticano e Vietnã |
| 2 visitas         | Alemanha, Argentina, China, Filipinas, Itália e Peru |
| 3 visitas         | Bélgica e Reino Unido |
| 5 visitas         | França |
| +10 visitas       | Estados Unidos |

## 2015
| País        | Local       | Período           | Anfitrião            | Notas |
| ----------- | ----------- | ----------------- | -------------------- | --- |
| Turquia     | Antália     | 14-15 de novembro | Recep Tayyip Erdoğan | Em sua primeira visita de Estado após assumir o governo canadense, Trudeau visitou a Turquia para a 10.ª reunião de cúpula do G20. Reuniu-se com o Presidente indonésio Joko Widodo, a Chanceler alemã Angela Merkel, o Presidente mexicano Enrique Peña Nieto e outros líderes do G20. |
| Filipinas   | Manila      | 17-19 de novembro | Benigno Aquino III   | Trudeau viajou às Filipinas para a Cimeira da OPEC. |
| Reino Unido | Londres     | 24-26 de novembro | Rainha Isabel II     | Em sua primeira visita de Estado ao Reino Unido, Trudeau foi recebido com honras pela Rainha Isabel II no Palácio de Buckingham e teve reunião bilateral com o Primeiro-ministro David Cameron.                                                                                         |
| Malta       | ValetaBirgu | 26-28 de novembro | Joseph Muscat        | Trudeau participou da Cimeira dos Chefes de Estado da Comunidade das Nações. Posteriormente, reuniu-se separadamente com o Primeiro-ministro Joseph Muscat e o Primeiro-ministro australiano Malcolm Turnbull.                                                                          |
| França      | Paris       | 28-30 de novembro | François Hollande    | Trudeau teve encontros bilaterais com François Hollande, Petro Poroshenko, Benjamin Netanyahu, o Presidente do Conselho Europeu Donald Tusk e o Presidente da Comissão Europeia Jean-Claude Juncker.                                                                                    |

## 2016
| width=13%\|País | width=13%\|País | Local            | Período                | Anfitrião        | Detalhes |
| --------------- | --------------- | ---------------- | ---------------------- | ---------------- | --- |
| 4               | Suíça           | Davos            | 23-26 de janeiro       | Schneider-Ammann | |
| 5               | Estados Unidos  | Washington, D.C. | 9-11 de março          | Barack Obama     | |
| 6               | Estados Unidos  | Nova Iorque      | 16-17 de março         | Ban Ki-moon      | |
| 7               | Estados Unidos  | Washington, D.C. | 30 de março-1 de abril | Barack Obama     | Trudeau viajou para Washington, D.C., onde participou da Cúpula de Segurança Nuclear de 2016. Posteriormente, o primeiro-ministro canadense reuniu-se com o Presidente da Argentina Mauricio Macri, o Primeiro-ministro britânico David Cameron e o Primeiro-ministro indiano Narendra Modi e participou de um almoço de trabalho oferecido pelo Primeiro-ministro japonês Shinzō Abe na sede da Embaixada do Japão em Washington, D.C. |
| 8               | Japão           | Shima            | 22-27 de maio          | Shinzō Abe       | |
| 9               | Estados Unidos  | Sun Valley       | 6 de julho             | –                | Trudeau viajou para a cidade turística de Sun Valley, no estado de Idaho, para participar de uma conferência anual de finanças de mídia organizada e financiada pela companhia de investimentos privada Allen & Company. |
| 10              | Polónia         | Varsóvia         | 7-10 de julho          | Andrzej Duda     | Trudeau viajou para Varsóvia para participar da 27.ª Cimeira da Organização do Tratado do Atlântico Norte. O Primeiro-ministro canadense comprometeu-se a disponibilizar 450 soldados para a implantação da OTAN na região dos Países Bálticos. Trudeau reuniu-se com o Presidente do Afeganistão Ashraf Ghani, o Primeiro-ministro da Dinamarca Lars Løkke Rasmussen e o Presidente da Letônia Raimonds Vējonis.                       |
| 10              | Ucrânia         | Kiev             | 10-12 de julho         | Petro Poroshenko | Trudeau viajou para Kiev para encontrar-SE com o Presidente da Ucrânia Petro Poroshenko. Os dois líderes assinaram o Acordo de Livre Comércio Canadá-Ucrânia. |

## 2022
| País | País        | Local          | Período       | Anfitrião               | Detalhes |
| ---- | ----------- | -------------- | ------------- | ----------------------- | --- |
| 57   | Reino Unido | WindsorLondres | 6-8 de março  | Rainha Isabel II        | Trudeau foi recebido pela Rainha Isabel II no Castelo de Windsor na primeira reunião pessoal da monarca após a pandemia de COVID-19. Os dois líderes discutiram temas relativos à Coroa canadense e Trudeau seguiu para a capital britânica onde reuniu-se com o Primeiro-ministro Boris Johnson e o Primeiro-ministro neerlandês Mark Rutte para discutir medidas de enfrentamento à Guerra Russo-Ucraniana. |
| 57   | Letônia     | Riga           | 8-9 de março  | Egils Levits            | Trudeau viajou à Riga para encontrar-se com o Primeiro-ministro Arturs Krišjānis Kariņš e o Presidente Egils Levits. Trudeau também se reuniu com o Presidente do Governo da Espanha Pedro Sánchez e com o Secretário-geral da OTAN Jens Stoltenberg. |
| 57   | Alemanha    | Berlim         | 9-10 de março | Frank-Walter Steinmeier | Trudeau viajou para Berlim para encontrar-se com o Chanceler da Alemanha Olaf Scholz e o Presidente Frank-Walter Steinmeier. |
| 57   | Polónia     | Varsóvia       | 9-11 de março | Andrzej Duda            | |

## Eventos multilaterais
| Organização                            | Ano                        | Ano                                      | Ano                         | Ano                                        | Ano                         | Ano                          | Ano                         | Ano                            | Ano                         |
| Organização                            | 2015                       | 2016                                     | 2017                        | 2018                                       | 2019                        | 2020                         | 2021                        | 2022                           | 2023                        |
| -------------------------------------- | -------------------------- | ---------------------------------------- | --------------------------- | ------------------------------------------ | --------------------------- | ---------------------------- | --------------------------- | ------------------------------ | --------------------------- |
| AGNU                                   |                            | 13 de setembro, Nova Iorque              | 12 de setembro, Nova Iorque | 24-26 de setembro, Nova Iorque             | 30 de setembro, Nova Iorque | 25 de setembro, Nova Iorque  | 27 de setembro, Nova Iorque | 20-22 de setembro, Nova Iorque | Não definido, Nova Iorque   |
| APEC                                   | 18-19 de novembro, Manila  | 19-20 de novembro, Lima                  | 10-11 de novembro, Da Nang  | 17-18 de novembro, Port Moresby            | 16-17 de novembro, Santiago | 20 de novembro, Kuala Lumpur | 12 de novembro, Auckland    | 18-19 de novembro, Banguecoque | Não definido, São Francisco |
| OTAN                                   | –                          | 8-9 de julho, Varsóvia                   | 25 de maio, Bruxelas        | 11-12 de julho, Bruxelas                   | 3-4 de dezembro, Watford    | –                            | 14 de junho, Bruxelas       | 28-30 de junho, Madrid         | 11-12 de julho, Vilnius     |
| G7                                     | –                          | 26-27 de maio, Shima                     | 26-27 de maio, Taormina     | 8-9 de junho, La Malbaie                   | 25-27 de agosto, Biarritz   | 10-12 de junho, Camp David   | 11-13 de junho, Carbis Bay  | 26-28 de junho, Schloss Elmau  | 19-21 de maio, Hiroshima    |
| G20                                    | 15-16 de novembro, Antália | 4-5 de setembro, Hangzhou                | 7-8 de julho, Hamburgo      | 30 de novembro-1 de dezembro, Buenos Aires | 28-29 de junho, Osaka       | 21-22 de novembro, Riade     | 30-31 de outubro, Roma      | 15-16 de novembro, Bali        | 9-10 de setembro, Nova Deli |
| CdA (OEA)                              | –                          | –                                        | –                           | 13-14 de abril, Lima                       | –                           | –                            | –                           | 6-10 de junho, Los Angeles     | –                           |
| NSS                                    | –                          | 31 de março-1 de abril, Washington, D.C. | –                           | –                                          | –                           | –                            | –                           | –                              | –                           |
| ██ = Evento futuro ██ = Não compareceu |                            |                                          |                             |                                            |                             |                              |                             |                                |                             |